# فتح‌آباد (ننگرهار)
فتح‌آباد یک منطقه مسکونی در ولسوالی سرخ‌رود استان ننگرهار کشور افغانستان است.